# Bis(2-ethylhexyl)adipat
Diethylhexyladipat (DEHA) ist eine organische chemische Verbindung aus der Gruppe der Ester, genauer der Adipinsäureester des 2-Ethylhexanol. Teilweise wird Diethylhexyladipat fälschlicherweise auch DOA (Dioctyladipat) genannt.

## Gewinnung und Darstellung
Industriell gewonnen wird DEHA durch Veresterung von Adipinsäure mit 2-Ethylhexanol bei erhöhten Temperaturen in Gegenwart von saueren Katalysatoren wie Schwefelsäure oder p-Toluolsulfonsäure. Die Reinigung des Rohproduktes erfolgt durch die Abtrennung des Katalysators, die Neutralisierung und das Abdampfen weiterer Verunreinigungen.
Eine weitere Möglichkeit Diethylhexyladipat herzustellen ist die Reaktion zwischen Adipinsäureanhydrid und 2-Ethylhexanol oder durch Umesterung von Dimethyladipat mit 2-Ethylhexanol in Gegenwart von Titan-n-butoxid.

## Eigenschaften
Diethylhexyladipat ist eine klare, farblose bis leicht gelbliche, fast geruchlose Flüssigkeit und gehört chemisch zur Gruppe der Adipinsäureester. Es hat eine Viskosität von ~13 mPa·s bei 20 °C.
DEHA ist nahezu unlöslich in Wasser; die Löslichkeitsgrenzen werden unterschiedlich angegeben. Felder et al. (1986) gibt die Löslichkeit in deionisiertem Wasser mit 0,78 ± 0,16 mg/L an; dieser Wert wurde vielfach zitiert. In organischen Lösungsmitteln, wie z. B. Tetrachlorethan, Ethanol, Toluol, Aceton, Diethylether oder Methylethylketon ist DEHA dagegen gut löslich.

## Verwendung
Diethylhexyladipat wird zur Herstellung von Weichmachern, kälteelastischem Weich-PVC, Kautschuk sowie kälte- und lichtbeständigen Nitrolacken verwendet. Es dient als kältebeständiger Weichmacher in PVC-Folien für Lebensmittelverpackungen oder wird in Verbindung mit anderen Weichmachern zur Verbesserung des Verhaltens bei niedrigen Temperaturen in Schläuchen, Kabeln, Folien etc. eingesetzt.
Aufgrund seiner Löslichkeit in Ölen und Fetten migriert Diethylhexyladipat aus Lebensmittelverpackungen und ist so in vielen Lebensmitteln (z. B. Käse) zu finden. In Lebensmitteln ist als Höchstmenge ein Wert von 18 mg/kg erlaubt.

## Toxikologie
DEHA ist gemäß der CLP‑Verordnung Nr. 1272/2008 nicht eingestuft und nicht kennzeichnungspflichtig.

### Toxikokinetik
An Versuchstieren konnte nach Resorption von DEHA eine schnelle Verteilung im Organismus nachgewiesen werden. Je nach Art der Verabreichung wurden die höchsten Konzentrationen im Fettgewebe, der Leber oder der Niere nach maximal 12 Stunden gemessen. Die Elimination erfolgte weitestgehend innerhalb der ersten 24 Stunden mit dem Urin.
Kinetischen Untersuchungen an Nagern zufolge wird DEHA im Verdauungstrakt hydrolytisch vor allem zum Monoester, 2-Ethylhexanol und Adipinsäure aufgespalten. Die Hydrolyseprodukte werden schnell und nahezu vollständig resorbiert. Die wichtigsten, im Harn von Ratten nach oraler Verabreichung, ausgeschiedenen Metaboliten sind Adipinsäure, 2-Ethyl-1,6-hexandisäure, 2-Ethyl-5-hydroxyhexansäure, 2-Ethylhexanglucuronid und 2-Ethylhexansäureglucuronid.

### Exposition
Aus verschiedenen Studien ist bekannt, dass DEHA aus Kunststoffverpackungen in Lebensmittel migrieren kann. Diese Migration ist umso höher, je höher der Fettanteil der Lebensmittel ist. In Großbritannien ließ sich so zum Beispiel 1998 in allen in PVC-Folien verpackten Lebensmitteln DEHA nachweisen.
Diethylhexyladipat und dessen Abbauprodukte können in vielen Gewässern, Böden und auch in der Luft nachgewiesen werden. 2007 beispielsweise konnten DEHA und die Abbauprodukte 2-Ethylhexanal (2-EH), 2-Ethylhexanol und 2-Ethylhexansäure im Klärschlamm einiger Klärwerke in Kanada nachgewiesen werden.

### Akute Toxizität
DEHA besitzt ein sehr geringes Risikopotential und ist als gering akut toxisch bei oraler, dermaler und inhalativer Exposition anzusehen.

### Sensibilisierung
DEHA ist nicht sensibilisierend.
Tierstudien konnten bei Patch-Tests mit Kaninchen keine hautsensibilisierenden Eigenschaften feststellen.

## Risikobewertung
Diethylhexyladipat zählt zu den chemischen Stoffen, die in großen Mengen hergestellt werden („High Production Volume Chemical“, HPVC) und für die von der Organisation für wirtschaftliche Zusammenarbeit und Entwicklung (OECD) eine Datensammlung zu möglichen Gefahren („Screening Information Dataset“, SIDS) angefertigt wurde.
Diethylhexyladipat wurde 2013 von der EU gemäß der Verordnung (EG) Nr. 1907/2006 (REACH) im Rahmen der Stoffbewertung in den fortlaufenden Aktionsplan der Gemeinschaft (CoRAP) aufgenommen. Hierbei werden die Auswirkungen des Stoffs auf die menschliche Gesundheit bzw. die Umwelt neu bewertet und ggf. Folgemaßnahmen eingeleitet. Ursächlich für die Aufnahme von Diethylhexyladipat waren die Besorgnisse bezüglich Verbraucherverwendung, hoher (aggregierter) Tonnage und weit verbreiteter Verwendung sowie der Gefahren ausgehend von einer möglichen Zuordnung zur Gruppe der CMR-Stoffe. Die Neubewertung fand ab 2020 statt und wurde von Finnland durchgeführt. Anschließend wurde ein Abschlussbericht veröffentlicht.